# Джул Лабс
„Джул Лабс“ (на английски: Juul Labs) е американско предприятие за производство на електронни цигари със седалище в Сан Франциско.
Основано е през 2017 година от Адам Боуен и Джеймс Монсис, изобретатели на вид електронна цигара, отделяйки се от основаната от тях през 2007 година „Пакс Лабс“. Към края на 2017 година „Джул“ става най-популярната марка електронни цигари в Съединените щати, а през септември 2018 година пазарният ѝ дял там е 72%.